# 사가와촌
사가와촌(狭川村)은 나라현 소에카미군에 설치되었던 촌이다. 현재의 나라시에 해당한다.

## 역사
- 1889년 4월 1일 - 정촌제 시행에 의해 소에카미군 사가와촌이 성립하였다.
- 1956년 9월 30일 - 다와라촌, 오야규촌, 야규촌, 사가와촌과 함께 나라시에 편입해, 동일 사가와촌은 폐지되었다.